# Cesare De Franchi Toso
Cesare De Franchi Toso, né en 1666 à Gênes et mort en 1739 à Gênes, est un homme politique italien, 146e doge de Gênes du 8 octobre 1721 au 8 octobre 1723.